# Bernard Hiegel
Pour les articles homonymes, voir Hiegel.
Bernard Hiegel est un footballeur et entraîneur français d'origine mosellane né le 5 mai 1940 à Angoulême (Charente). Il fut défenseur au Stade de Reims.

## Biographie
La famille Hiegel réside en Lorraine, à Grosbliederstroff, riverain de Kleinblittersdorf et de la Sarre allemande. Le 2 septembre 1939, au lendemain du début de la seconde guerre mondiale, la "zone rouge" du département de la Moselle est évacuée par les autorités. Les parents de Bernard Hiegel partagent alors le sort de 300 000 Mosellans, contraints de quitter leur patrie pour les régions du Poitou et des Charentes, de septembre 1939 à septembre 1940. C'est dans ces conditions que Bernard Hiegel vient au monde, le 5 mai 1940.
Revenu en Moselle avec sa famille, c'est à Forbach qu'il fait ses premiers pas de footballeurs. L'US Forbach est alors professionnelle en Division 2 et Bernard Hiegel intègre les rangs professionnels alors qu'il n'a que 17 ans. Ses performances et son gabarit (1,82 m pour 81 kg) impressionnent le Stade de Reims, double finaliste de la Coupe d'Europe des Clubs Champions, qui le fait signer en 1960 alors qu'il vient d'avoir 20 ans. Il est deux fois champion de France avec Reims, en 1960 et 1962, dispute un match de Coupe d'Europe des Clubs Champions, le 5 octobre 1960 au Luxembourg face à la Jeunesse d'Esch (5-0). Il ne joue pas le match aller du 1er tour ni les deux matches du 2e tour, où Reims est éliminé par le champion anglais, le Burnley FC. 
Il dispute un 2e match de Coupe d'Europe des clubs champions, le 13 mars 1963 à Rotterdam, contre Feyenoord, match retour de quarts de finale (télévisé en direct). Reims est éliminé par le but du Néerlandais Kruiver, manifestement hors-jeu (score final de 1-1 après un 0-1 à l'aller). 
Il termine sa carrière de joueur de manière abrupte alors qu'il vient de signer à Angoulême, en division 2 : le 18 février 1968, lors du match Angoulême v. Limoges, il se blesse gravement au genou. Son retour sur les terrains est constamment différé avant qu'il ne soit finalement déclaré inapte. Il fait ses adieux au football professionnel en septembre 1968. 
Bernard Hiegel s'installe ensuite en Bretagne sud, à Saint-Brevin, à l'ouest de Nantes, où son ex-coéquipier et ami Jean Vincent possède une résidence. Il est alors entraîneur-joueur de l'AC Brevinois à partir de  1975. En juillet 1978, dix ans après la fin de sa carrière, il fête son jubilé à Saint-Brevin. 2 000 personnes se déplacent et se passionnent pour le "choc opposant anciens Rémois et Nantais (4-4) et en particulier au duel sans concession opposant Kopa et De Michele.".  
Bernard Hiegel mène notamment l'AC Brevinois au titre de champion de Division d'Honneur de la Ligue Atlantique en 1984. Le club ne reste qu'une saison en 4e division nationale en 1984-85, relégué pour un point, battant néanmoins au stade de La Beaujoire la deuxième équipe réserve du FC Nantes 2-1 pour son premier match à ce niveau. Bernard Hiegel arrête d'entraîner en 2000, étant également éducateur au club. Son fils, Dominique Hiegel, fut attaquant en 3e division nationale avec le Véloce Vannetais (1986 à 1991) et le FC Lorient (1991-1992).

## Palmarès
- Champion de France 1960 et 1962, avec le Stade de Reims
- Vainqueur du Challenge des Champions en 1966, avec le Stade de Reims
- Champion de France de Division 2 en 1966, avec le Stade de Reims
- Vice-champion de France 1963, avec le Stade de Reims
- Vainqueur de la Coupe Mohamed V (Casablanca, Maroc) en 1962, avec le Stade de Reims

## Statistiques et dates
- Nombre de matchs officiels disputés en professionnel : 256 matchs, 22 buts.
- Nombre de matchs disputés en Division 1 : 83 matchs, 4 buts.
- Nombre de matchs disputés en Coupe d'Europe des clubs champions : 1 match.
- Premier match en Division 1 : Reims 2-0 Lyon, 20 août 1960.
- Premier match de Coupe d'Europe des Clubs Champions  : Jeunesse d'Esch 0-5 Reims, 5 octobre 1960.
- Deuxième match de Coupe d'Europe des Clubs Champions : à Feyenoord Rotterdam - Quarts de finale retour 1-1 le 13 mars 1963.